# Луговское местонахождение мамонтовой фауны
Луговское местонахождение мамонтовой фауны — местонахождение мамонтов в Ханты-Мансийском районе Ханты-Мансийского автономного округа — Югры Тюменской области.
Луговское местонахождение приурочено к эродированной краевой части I надпойменной левобережной террасы Иртыш-Обской протоки, являющейся самой южной протокой современной долины Оби. На участке местонахождения протока называется Марамка. На севере граница ООПТ доходит до 60° 57’ 50’’ северной широты, на востоке — до 68° 34’ 27’’, на юге — до 60° 57’ 15’’ северной широты, на западе — до 68° 31’ 43’’ восточной долготы.
Луговское местонахождение мамонтовой фауны известно с конца 1950-х годов. К началу 2002 года было собрано более 4,5 тыс. ископаемых остатков позвоночных (в основном мамонтов), а также несколько экземпляров палеолитических орудий: отщепов, осколов и пластин неправильной формы с ретушью проксимального края. Возраст предметов датируется сартанским временем (15—11 тыс. лет назад). Ископаемые остатки приурочены к донным отложениям Мамонтова ручья, прорезающего тело террасы.
В сентябре 2002 года биологом А. Ф. Павловым и палеонтологом Е. Н. Мащенко на местонахождении был найден грудной позвонок самки мамонта со следами поражения вкладышевым оружием. Сам наконечник был либо удалён, либо выпал из раны, судя по отсутствию заживающих ран, смерть мамонта наступила сразу после ранения. Эта находка способствовала появлению новых взглядов на охоту на мамонта, подкрепляющих или опровергающих старые точки зрения на данную проблему. Анализируя разные аспекты взаимодействия человека и мамонта, археолог Сериков Ю. Б. пришёл к выводу, что мамонт являлся опасным и трудноуязвимым для палеолитического охотника животным. Следовательно, истребительных охот на мамонтов быть не могло. Видимо, человек мог охотиться на мамонтов только в кризисных ситуациях и только на отдельных ослабленных болезнью или раной животных.
В 2008 году был создан памятник природы регионального значения «Луговские мамонты». Общая площадь памятника природы составляет 161,2 га.